# 테오도루스 타르시엔시스
테오도루스 타르시엔시스(라틴어: Theodorus Tarsiensis, 고대 그리스어: Θεόδωρος Ταρσού, 602년 ~ 690년 6월 19일)는 668년부터 690년까지 캔터베리 대주교를 역임한 동로마 제국 출신의 성직자이다.
테오도루스는 타르수스에서 자랐지만 페르시아 제국이 타르수스와 다른 도시를 정복한 후 콘스탄티노플로 도망쳤으며, 그는 그곳에서 공부한 후 로마로 이주하여 나중에 캔터베리 대주교로 임명되었다. 그의 삶에 대한 기록은 두 개의 8세기 문헌에 나와 있다. 테오도르는 영국 교회 개혁과 캔터베리에 학교를 설립한 인물로 가장 잘 알려져 있다.

## 같이 보기
- 캔터베리 대주교